# 747 a.C.

## Eventos
- Meio-dia da quarta feira,[1] 26 de fevereiro: época do calendário de Nabonassar.[1][2][3]